# Viola sennenii
Viola sennenii är en violväxtart som beskrevs av Carlos Pau. Viola sennenii ingår i släktet violer, och familjen violväxter. Inga underarter finns listade i Catalogue of Life.